# Cuckolding

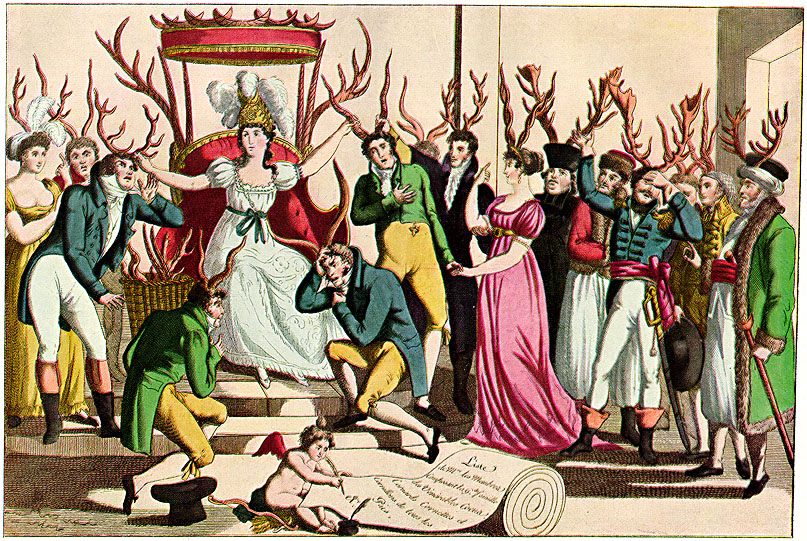
Franse satire op cuckolding, zowel de mannen als vrouwen dragen geweien, 1815.

Cuckolding is een BDSM-spel, voor velen ook een levenswijze, waarin van een (echt)paar de vrouw allerlei seksuele vrijheden heeft, die de man niet heeft. De man in een cuckolding-relatie weet dat zijn vrouw seksuele relaties onderhoudt met andere mannen en keurt dit goed. Sterker nog, de echtgenoot wordt seksueel opgewonden van het feit dat zijn vrouw het bed deelt met andere mannen. In het algemeen is de vrouw in zo'n relatie dominant aan haar partner.
Cuckolding kent vele variëteiten. Sommige daarvan zijn relatief zachtaardig; er zijn er ook die buitengewoon vergaand zijn. Zo zijn er stellen die hun plezier beleven in een parenclub en feitelijk niet verder gaan dan een eenzijdig soort swingen.
Aan de andere kant van het spectrum zijn stellen die zover gaan dat de vrouw volledige controle heeft over haar partner. Het komt voor dat zij in zo'n geval een nieuwe partner heeft gekozen, die feitelijk haar (chronologisch) eerste partner heeft verdrongen. Niet zelden rest de cuckold in een dergelijke relatie de rol van slaaf of huisdier. Het komt voor dat de vrouw kinderen krijgt van haar nieuwe partner.
Het woord is afgeleid van cuckoo (koekoek), die na de bevruchting hun eieren door een andere vogel laten uitbroeden. Vroeger dacht men daarom dat het koekoeksvrouwtje zich door andere vogelmannetjes liet bevruchten.
Een echtgenoot die zich bewust is van de ontrouw van zijn vrouw en deze tolereert, wordt soms een wittol of wittold genoemd.

## Social cuckolding
Een non-seksuele variant wordt soms social cuckolding genoemd, waarbij de vrouw in een relatie zich uitdagend kleedt en flirt met andere mannen waar haar partner bij is. Deze vorm van cuckolding leidt echter niet tot seksuele contacten van de vrouw met andere mannen.

## Cuckqueaning
De variant waarin de vrouwelijke partner geniet van het vreemdgaan van haar partner wordt cuckqueaning genoemd.

## Boeken
- Bossche, Philip Van den (2011). Bedrieg Mij, Uitgeverij Vrijdag. ISBN 978 94 6001 061 3
- Haagman, Tessa. Geen keuze meer. ISBN 978 94 9092 502 4
- Hedo, Charlie. Haar Minnaar in ons Huis, Smashwords Edition, 2016. ISBN 978 13 1187 579 2